# Лотарингская возвышенность
Лотари́нгская возвы́шенность (Лотари́нгское плато́) — возвышенность на северо-востоке Франции, в Лотарингии. Восточная окраина Парижского бассейна. Ограничена на севере — Арденнами, на востоке — Вогезами, на западе — равнинами Шампани, на юге — плато Лангр.
Для Лотарингской возвышенности характерны дугообразные асимметричные куэстовые гряды высотой до 350—400 м, вытянутые меридионально; они сложены мезозойскими известняками и разделены глинистыми, мергелистыми или песчаными понижениями, которые дренируются реками бассейна Рейна и его притоков — Мааса и Мозеля. На грядах произрастают преимущественно буковые и дубовые леса, долины рек распаханы под посевы пшеницы и корнеплодов. Также местное население занимается животноводством и виноградарством. Имеются крупные месторождения железной руды и каменной соли.